# 溥㟋
宗室溥㟋，愛新覺羅氏，清朝宗室，鑲紅旗人，清朝政治人物、進士出身。
光緒六年（1880年），参加庚辰科殿試，登進士二甲第79名。同年五月，著分部學習。